# The Good Half
The Good Half ist ein Filmdrama von Robert Schwartzman. Der Film mit Nick Jonas, David Arquette, Brittany Snow und Alexandra Shipp in den Hauptrollen feierte im Juni 2023 beim Tribeca Film Festival seine Premiere und kam im Juli 2024 in die US-Kinos. 

## Handlung
Renn Wheeland ist 28 Jahre alt und gerade dabei, sich als Drehbuchautor einen Namen zu machen. Weil seine Mutter Lily gestorben ist, kehrt er zu ihrer Beerdigung nach Hause in Cleveland zurück. Einer jungen Frau, die er im Flugzeug kennenlernt, erzählt er nichts von den Gründen für seine Heimreise. Er hatte sich von seiner neurotischen Mutter emotional distanziert, ebenso von seinem Vater, und auch das Verhältnis zu seiner älteren Schwester Leigh ist nicht das beste. Die ist ein Kontrollfreak und hegt einen tiefen Groll gegen ihren Bruder, besonders weil er nicht reagierte, als sie seinen Rat für die anstehende Beerdigung ihrer Mutter brauchte. Viele Entscheidungen hat Lilys zweiter Ehemann Rick getroffen, Renn ist sich aber ziemlich sicher, dass seine Mutter Vieles so nicht gewollt hätte. Rick plant, die Bestattung durch eine Guru namens Pater Dan durchführen zu lassen, der Lily gar nicht kannte.

## Produktion

### Regie und Drehbuch
Regie führte Robert Schwartzman. Es handelt sich bei The Good Half um das Regiedebüt des für Filme wie The Virgin Suicides – Verlorene Jugend, Dreamland und Plötzlich Prinzessin! bekannten Schauspielers, der seit 2017 mit seiner Dreamland-Partnerin Zoey Grossman verheiratet ist. Schwartzman ist in eine der berühmtesten Familien der Filmindustrie hineingeboren. Sein Vater ist der Filmproduzent Jack Schwartzman und seine Mutter die Schauspielerin Talia Shire. Sein Onkel ist Francis Ford Coppola, sein Cousin Nicolas Cage, seine Cousine Sofia Coppola und sein Bruder Jason Schwartzman. Das Drehbuch für The Good Half schrieb Brett Ryland.

### Besetzung
Der US-amerikanische Schauspieler, Sänger und Songwriter Nick Jonas spielt in der Hauptrolle den jungen Autor Renn Wheeland. Brittany Snow ist in der Rolle seiner älteren Schwester Leigh und Matt Walsh in der Rolle ihres Vaters Darren zu sehen. In Rückblenden sind Elisabeth Shue als Mutter Lily und Mason Cufari als Renn in Kindertagen zu sehen. David Arquette spielt Lilys zweiten Ehemann Rick Barona und Stephen Park den von ihm für die Trauerfeierlichkeiten engagierten Father Dan. Alexandra Shipp spielt Zoey, eine junge Frau, die Renn im Flugzeug nach Cleveland kennenlernt.

### Veröffentlichung
Die Premiere des Films erfolgte am 8. Juni 2023 beim Tribeca Film Festival, wo er in der Sektion Spotlight Narrative gezeigt wurde. Am 23. Juli 2024 kam der Film in ausgewählte US-Kinos.

## Rezeption
Die Kritiken fielen gemischt aus.